# Anne Burns
Anne Burns (ur. 23 listopada 1915 w  Haworth, zm. 22 stycznia 2001) – brytyjska inżynier lotnictwa i pilot szybowcowy. Przez blisko 40 lat pracowała w Royal Aircraft Establishment jako inżynier i specjalistka od uskoku wiatru. Jako pilot szybowcowy była pierwszą kobietą, która przeleciała szybowcem przez kanał La Manche.

## Życiorys
Urodziła się w hrabstwie Yorkshire. Ojciec Fleetwood Pellew jako major służył w West Yorkshire Regiment. Podczas I wojny światowej został ranny na froncie we Francji i pełnił w Haworth funkcję dowódcy obozu jenieckiego. Żonaty z Violet du Pre. Mieli pięcioro dzieci, czterech synów i córkę, Anne. W 1920 rodzina przeniosła się do Bedfordshire. Anne Pellew uczęszczała do Abbey School w Reading, a następnie studiowała w St Hugh's College w Oksfordzie, gdzie była drugą kobietą przyjętą na studia inżynierskie. Otrzymała stypendium Edgell Shepee (jako pierwsza kobieta). Studia ukończyła w 1936 roku.
W 1947 roku wyszła za mąż za Denisa Burnsa. Zgodnie z przyjętym zwyczajem powinna zaprzestać pracy zawodowej. Tylko „wybitne” kobiety mogły pracować nadal. Wspólnie latali na szybowcach. Nie mieli dzieci.

## Praca zawodowa
Od 1940 roku pracowała w Royal Aircraft Establishment (RAE) w Farnborough. Prowadziła badania nad wpływem obciążeń podczas lotu na konstrukcje samolotów, nad opracowaniem wycieraczek szyby przedniej dla bombowców oraz podwójnej szyby przedniej z ogrzewaniem dla poprawy widoczności. Licencję pilota uzyskała w 1940 roku na samolocie de Havilland Tiger Moth. Zajmowała się głównie pomiarami obciążeń konstrukcyjnych podczas lotu i ich wpływem  na pęknięcia zmęczeniowe oraz turbulencjami czystego nieba. Uczestniczyła w testach pierwszego brytyjskiego bombowca odrzutowego English Electric Canberra.  Odeszła z RAE w 1976 roku.

## Szybownictwo
Podczas wojny latała na szybowcach wojskowych, a w 1954 roku zajęła się szybownictwem rekreacyjnym i sportowym. Zdobywała nagrody i ustanawiała zarówno krajowe, jak i międzynarodowe rekordy. Podczas swojego pierwszego przelotu szybowcem EoN Olympia z Lasham w Hampshire dotarła do RAF Tern Hill w Shropshire w 4 godziny i 55 minut, pobijając rekord długości lotu kobiet w Wielkiej Brytanii. Swój sukces przypisywała szczęściu początkującego pilota. W grudniu 1956 roku na szybowcu Slingsby Skylark 3, po starcie z lin gumowych w górach Long Mynd, po trzech godzinach lotu osiągnęła wysokość 3620 m (i przewyższenie 3200 m), ustanawiając nowe rekordy wysokości oraz przewyższenia lotu kobiet w Wielkiej Brytanii. 21 sierpnia 1957, lecąc ponownie na szybowcu Skylark 3, jako pierwsza kobieta pokonała kanał La Manche. Wystartowała z lotniska w Lasham, planowała lot do Hawkinge w Kent, a dotarła do Rely w departamencie Pas-de-Calais. 
10 maja 1959 roku ustanowiła rekord (krajowy w kategorii kobiety) podczas lotu na odległość 454 km.
Do 1961 roku posiadała 10 z 11 notowanych brytyjskich rekordów szybowcowych kobiet. Wśród nich był rekord wysokości lotu 10 550 metrów. Pobiła go 13 stycznia 1961 w Afryce Południowej na szybowcu Skylark 3B. Równocześnie ustanowiła rekord przewyższenia.

## Rekordy świata
- 9 stycznia 1961, lecąc na szybowcu Skylark 3, pobiła rekord odległości przelotu pokonując 436 km podczas lotu docelowo-powrotnego[10]. Tym samym pobiła rekord należący do Lucyny Bajewskiej, która na szybowcu Mucha pokonała odległość 383 km[11].
- 11 stycznia 1961, lecąc ze średnią prędkością 79 km/h po trasie trójkąta 200 km[12], pobiła rekord ustanowiony przez radziecką pilotkę Annę Samssadową z 15 lipca 1960 roku[11].
- 8 stycznia 1961, lecąc ze średnią prędkością 66 km/h po trasie trójkąta, 300 km pobiła rekord należący do Pelagii Majewskiej, która ustanowiła go 14 lipca 1960 roku, lecąc z prędkością 62 km/h[11][13].
- W 1963 roku ustanowiła rekord świata kobiet prędkości lotu na trasie trójkąta 500 km, lecąc ze średnią prędkością 103,33 km/h[4].
- 5 stycznia 1964 pobiła rekord świata kobiet prędkości lotu podczas lotu ze średnią prędkością 86,66 km/h po trasie trójkąta 300 km[14].
- 31 grudnia 1965 pobiła rekord świata kobiet prędkości lotu podczas lotu ze średnią prędkością 93,62 km/h po trasie trójkąta 300 km[15].
- 5 stycznia 1967, lecąc szybowcem Schweizer SGS 2-32 z Janie W. Oesch (USA), pobiła rekord wysokości absolutnej 9519 m[16].

## Nagrody i odznaczenia
- 1955: Queen's Commendation for Valuable Service in the Air[17]
- 1958: R P Alston Memorial Medal Royal Aeronautical Society[17][18]
- 1960: Nagroda Jean Lennox Bird Trophy od British Women Pilots' Association za rekord kraju ustanowiony w 1959 roku[8].
- 1961: Britannia Trophy przyznany przez Royal Aero Club (wspólnie z mężem)[17]
- 1963: Queen's Commendation for Valuable Service in the Air za loty samolotem English Electric Canberra[17]
- 1966: Medal Lilienthala[19]
- 1967:  Nagroda Whitney Straight Award za zasługi dla badań lotniczych i sukcesy lotnicze[17]